# Corrado Balducci
Đức ông Corrado Balducci (ngày 11 tháng 5 năm 1923 – ngày 20 tháng 9 năm 2008) là nhà thần học Công giáo La Mã của Giáo triều Vatican, bạn thân của giáo hoàng, một nhà trừ tà lâu năm cho Tổng giáo phận Roma, và là Tổng giám mục của Bộ Truyền giáo và Hội Truyền bá Đức tin. Ông là tác giả của một số cuốn sách viết về những thông điệp cao siêu ẩn chứa trong nhạc rock và metal, quỷ ám và người ngoài hành tinh.

## Sự nghiệp
Balducci tốt nghiệp năm 1954 tại trường Pontificia Accademia Ecclesiastica, học viện đào tạo của Vatican dành cho các linh mục sẽ là đại sứ của Giáo hoàng trong tương lai. Balducci đã từng làm nghề trừ tà cho Tổng giáo phận Roma. Ông còn là thành viên của Bộ Truyền giáo và Hội Truyền bá Đức tin.

## Quan điểm
Balducci ủng hộ quan điểm của Giáo hội Công giáo, và ủng hộ việc điều trị các trường hợp có vẻ bề ngoài bị quỷ ám bằng phép trừ tà.
Ông cũng lên án nhạc rock, mà ông tin rằng "bao gồm các thông điệp cao siêu của quỷ satan, thu hút tà ma và tự sát".
Balducci được cho là đã "biện hộ cho sự tồn tại của sự sống ngoài Trái Đất, và mời Giáo hội Công giáo xem xét lại quan điểm của mình về vấn đề này". Balducci nói với một người phỏng vấn tạp chí năm 1998 rằng ông tin rằng "các thực thể UFO không phải ma quỷ" và chúng cần được khoa học điều tra "chứ không phải thế giới của các thiên thần hay Đức Mẹ đồng trinh hay ma quỷ... không phải là một sự cố thần thánh hay ma quỷ, mà là một thực tại vật chất ". Nhận xét của Balducci sau đó đã bị giới nghiên cứu UFO xuyên tạc và phát tán trên Internet là "một thông báo của Vatican về thực tại UFO".

## Ấn phẩm
- ISBN 978-85-86812-08-8 Diabo:...Vivo e Atuante no Mundo, O (bìa mềm, 2004)
- ISBN 978-88-04-37999-7 Il diavolo (Grandisaggi) (1994)
- ISBN 978-88-384-1561-6 Adoratori del diavolo e rock satanico (1991)
- ISBN 978-0-8189-0586-5 The Devil "Alive and Active in Our World" (bìa mềm, 1990)